# Polska na zawodach Pucharu Europy w Lekkoatletyce 1965
Polska na zawodach Pucharu Europy w Lekkoatletyce 1965 – wyniki reprezentacji Polski w 1. edycji Pucharu Europy w 1965.

## Półfinały

### Mężczyźni
Półfinał z udziałem Polaków odbył się w dniach 21–22 sierpnia 1965 w Rzymie. Reprezentacja Polski zajęła 2. miejsce wśród sześciu drużyn, dające awans do finału.
- 100 m: Wiesław Maniak – 2 m. (10,6)
- 200 m: Wiesław Maniak – 3 m. (21,4)
- 400 m: Andrzej Badeński – 1 m. (46,0)
- 800 m: Zbigniew Wójcik – 3 m. (1:53,8)
- 1500 m: Zbigniew Wójcik – 3 m. (3:47,3)
- 5000 m: Lech Boguszewicz – 6 m. (16:27,04)
- 10000 m: Kazimierz Zimny – 1 m. (29:21,6)
- 110 m ppł: Leszek Wodzyński – 4 m. (14,8)
- 400 m ppł: Andrzej Skorupiński – 6 m. (53,9)
- 3000 m z przeszkodami: Edward Szklarczyk – 2 m. (8:51,0)
- skok wzwyż: Edward Czernik – 4 m. (2,05)
- skok o tyczce: Włodzimierz Sokołowski – 4 m. (4,60)
- skok w dal: Andrzej Stalmach – 4 m. (7,35)
- trójskok: Józef Szmidt – 1 m. (16,34)
- pchnięcie kulą: Alfred Sosgórnik – 1 m. (18,56)
- rzut dyskiem: Zenon Begier – 2 m. (58,40)
- rzut młotem: Tadeusz Rut – 3 m. (63,30)
- rzut oszczepem: Janusz Sidło – 1 m. (79,46)
- sztafeta 4 × 100 m: Andrzej Zieliński, Wiesław Maniak, Edward Romanowski, Tadeusz Cuch – 3 m. (40,4)
- sztafeta 4 × 400 m: Stanisław Grędziński, Sławomir Nowakowski, Wojciech Lipoński, Andrzej Badeński – 1 m. (3:08,0)

### Kobiety
Półfinał z udziałem Polek odbył się w dniu 22 sierpnia 1965 w Lipsku. Reprezentacja Polski zajęła 2. miejsce wśród sześciu drużyn, dające awans do finału.
- 100 m: Elżbieta Kolejwa – 1 m. (11,7)
- 200 m: Ewa Kłobukowska – 1 m. (23,2)
- 400 m: Celina Gerwin – 3 m. (55,7)
- 800 m: Danuta Sobieska – 2 m. (2:08,4)
- 80 m ppł: Teresa Ciepły – 2 m. (11,0)
- skok wzwyż: Jarosława Bieda – 2 m. (1,70)
- skok w dal: Irena Kirszensztein – 1 m. (6,35)
- pchnięcie kulą: Eugenia Ciarkowska – 2 m. (14,41)
- rzut dyskiem: Kazimiera Rykowska – 4 m. (50,26)
- rzut oszczepem: Daniela Tarkowska – 2 m. (48,34)
- sztafeta 4 × 100 m: Teresa Ciepły, Elżbieta Kolejwa, Irena Kirszensztein, Ewa Kłobukowska – 1 m. (45,0)

## Finały

### Mężczyźni
Finały zawodów odbyły się w dniach 11–12 września 1965 w Stuttgarcie. Reprezentacja Polski zajęła 3. miejsce wśród sześciu zespołów, zdobywając 69 punktów. Polacy wyprzedzili zespół NRD, przy tej samej liczbie punktów, dzięki większej ilości zwycięstw indywidualnych.
- 100 m: Marian Dudziak – 1 m. (10,3)
- 200 m: Marian Dudziak – zdyskwalifikowany
- 400 m: Andrzej Badeński – 1 m. (45,9)
- 800 m: Roland Brehmer – 6 m. (1:51,8)
- 1500 m: Zbigniew Wójcik – 6 m. (3:51,5)
- 5000 m: Witold Baran – 2 m. (14:20,02)
- 10000 m: Kazimierz Zimny – 3 m. (28:46,0 – rekord Polski)
- 110 m ppł: Adam Kołodziejczyk – 6 m. (15,0)
- 400 m ppł: Włodzimierz Martinek – 6 m. (52,8)
- 3000 m z przeszkodami: Edward Szklarczyk – 3 m. (8:42,8)
- skok wzwyż: Edward Czernik – 3 m. (2,07)
- skok o tyczce: Włodzimierz Sokołowski – 5 m. (4,60)
- skok w dal: Andrzej Stalmach – 6 m. (7,33)
- trójskok: Józef Szmidt – 3 m. (16,41)
- pchnięcie kulą: Alfred Sosgórnik – 2 m. (18,38)
- rzut dyskiem: Zenon Begier – 1 m. (58,92)
- rzut młotem: Olgierd Ciepły – 4 m. (61,72)
- rzut oszczepem: Janusz Sidło – 2 m. (81,18)
- sztafeta 4 × 100 m: Andrzej Zieliński, Wiesław Maniak, Edward Romanowski, Marian Dudziak – 2 m. (39,5)
- sztafeta 4 × 400 m: Stanisław Grędziński, Wojciech Lipoński, Sławomir Nowakowski, Andrzej Badeński – 2 m. (3:08,7)

### Kobiety
Finał odbył się w dniu 19 września 1965 w Kassel. Reprezentacja Polski zajęła 3. miejsce, wśród 6. zespołów, zdobywając 38 punktów.
- 100 m: Ewa Kłobukowska – 1 m. (11,3)
- 200 m: Ewa Kłobukowska – 1 m. (23,0)
- 400 m: Celina Gerwin – 5 m. (56,1)
- 800 m: Danuta Sobieska – 6 m. (2:08,9)
- 80 m ppł: Elżbieta Bednarek – 6 m. (12,4)
- skok wzwyż: Jarosława Bieda – 3 m. (1,64)
- skok w dal: Irena Kirszensztein – 2 m. (6,34)
- pchnięcie kulą: Eugenia Ciarkowska – 5 m. (14,42)
- rzut dyskiem: Kazimiera Rykowska – 5 m. (50,50)
- rzut oszczepem: Daniela Tarkowska – 4 m. (51,69)
- sztafeta 4 × 100 m: Mirosława Sałacińska, Elżbieta Kolejwa, Irena Kirszensztein, Ewa Kłobukowska – 1 m. (44,9)